# Бібліотека імені Дмитра Білоуса для дітей
Бібліотека імені Дмитра Білоуса для дітей — дитяча бібліотека Шевченківського району міста Києва.

## Опис
Бібліотека розташована за адресою м. Київ, вул. Олени Теліги, 35.
Площа приміщення бібліотеки — 170 м², книжковий фонд — 27,8 тис. примірників. Щорічно обслуговує 3,0 тис. користувачів, кількість відвідувань за рік — 27,0 тис., книговидач — 65,0 тис. примірників.

## Історія
Заснована у 1960 році. Нова доба у історії України вписала нову сторінку в історію бібліотеки. Бібліотека знаходиться біля урочища Бабин Яр, неподалік від місця, де вшановуємо пам'ять видатної громадської діячки, поетеси — Олени Теліги. Спільно з Національним музеєм літератури України, фундацією імені Олега Ольжича книгозбірня проводить активну роботу по популяризації життя й творчості цих велетнів духу. Меморіальна фотоекспозиція, встановлена у вітрині читального залу бібліотеки, привертає увагу також й перехожих.
18 січня 2024 р. в межах кампанії з декомунізації, яка розпочалася після російського повномасштабного вторгнення в Україну, бібліотека була названа на честь українського письменника Дмитра Білоуса. До того вона носила ім'я радянського піонера Володимира Дубініна.